# Kunsziget
Kunsziget (németül: Hochstraß-Sigeth) község Győr-Moson-Sopron vármegyében, a Győri járásban.

## Földrajz
Magyarország északnyugati részén, a Mosoni-Duna jobb partján helyezkedik el, a történelmi, földrajzi tájegységben, Tóközben.

### Közlekedése
Országos közúton csak Öttevény felől, az 1-es főút 139+500-as kilométerszelvénye közelében kiágazó 14 101-es számú mellékúton érhető el, de egy önkormányzati út átvezet innen, a Bolgányi híd érintésével a Szigetközbe, Dunaszentpál és Dunaszeg határvidékére is.

### Éghajlat
Mérsékelten meleg, száraz éghajlatú vidék. Az évenkénti napsütéses órák száma 1900 óra felett alakul, ebből a nyári évnegyed részesedése 770, a télié 180 óra. Az évi átlaghőmérséklet +10,0, a vegetációs időszakban +16,8 Celsius-fok, a hőmérséklet havi középértéke januárban –1,1, júliusban +21,0 Celsius-fok. A Mosoni-sík egészét tekintve évente 560 milliméternyi csapadék hullik a régióra, a keleti peremvidéket ennél valamivel kevesebb csapadék éri, sokéves átlagban az 550 millimétert sem éri el. Ebből a vegetációs időszakra 310-320 milliméter jut, a legcsapadékosabb időszak a május–július közötti évnegyed, a legszárazabb hónap a január. A hótakarós napok évenkénti száma 30 körül alakul. A Duna-völgy fekvése és a vidék északnyugati irányú nyitottsága határozza meg a Dévényi-kapun beáramló szelek uralkodó északnyugati irányát, 3-3,5 m/s-os átlagos szélsebességgel.

## Elővilága
Kunsziget 7 kilométer hosszú Mosoni-Dunai partszakasza a Fertő-hansági Nemzeti parkhoz tartozik.

### Erdő és a partszakasz növényvilága
Az évszázadok során a lombosfa fajok honosodtak meg itt. A nyárfafélék közül említést igényel a fehér nyár; az ártéri erdőkben korábban gyakori volt még az éger is. Az aljnövényzetből kiemelkedő fontosságú volt a veresgyűrű som, ennek vesszőiből fonták levert karók közé a legtartósabb sövényt. A gyakori nád régebben nélkülözhetetlen tetőfedő anyag volt errefelé.
Az erdei aljnövényzet ma is sok szép növényt rejt. A hóvirág és a tőzike a tavasz szép virágai. Májusban nyílik az illatos gyöngyvirág. A lápok gyönyörű díszei voltak a lecsapolások előtt a nősziromfajok; a 20. század derekán még bőségesen nyíltak, ma már védettek ezek is. Hasonlóan megritkult a gólyahír, a kék nefelejcs és a fekete nadálytő is.
Vizenyős helyek növénye volt a széleslevelű gyékény, belőle sokan tudtak szatyrot kötni, „buzogánya” pedig jó játék volt a gyerekeknek. A legelőkön tavasszal mintha millió csillag hullott volna a fű közé, olyan volt a megszámlálhatatlanul sok apró százszorszép. A kislányok koszorút kötöttek belőle a fejükre, míg őrizték a libákat.
A gyümölcstermő vad fák közül ritkán, de előfordul a vadkörte. Erdők szélén szedték itt is a vadrózsa gyümölcsét, a csipkebogyót, amelyből lekvárt főztek. Az erdők aljnövényzetében ma is burjánzik a földiszeder.
Különösen bővelkedett a környék halakban. Esősebb időben rengeteg béka figyelhető meg Kunszigeten, és nem csak a folyóparton, hanem a faluban is sok van belőlük. A rovarvilág mégis mérhetetlenül gazdag a Mosoni-Duna mentén. Kora tavasztól késő őszig szálldosnak az aprótól az óriásig terjedő méretű légi kalózok, szitakötők. A víztükrön bámulatos ügyességgel futkosnak a molnárpoloskák.
A vadon élő madarak közül itt is a fácán a leggyakoribb. A fehér gólyák száma is megcsappant, míg korábban tucatnyi pár költött itt, ma már évente csak 1-2 pár fészkel Kunszigeten. A vízi madarak is megfogyatkoztak, de bíbicet még látni errefelé. Az emlősök között is megfigyelhető, hogy míg egyes fajok szinte teljesen eltűntek, mások meg nagyon is elszaporodtak a környéken. Gyakran látni szarvasokat, őzeket, nyulakat, az erdőkben, és sok a vaddisznó. Egykor Kunsziget az ürgéről kapta a gúnynevét, ma már a legelők feltörése következtében jóval kevesebb az ürgék száma is. A vidrák helyét is a pézsmapocok vette át. Sok a róka is a környéken.

## Története és mai élete
A római uralom idején őrállomás volt, ma még megtalálható a ma is romokban lévő Tündérvár a Mosoni-Duna közelében.
A község 1443-ban Zyeth néven szerepel a Hédervári család levéltárában található birtokmegosztási oklevélen. 1609-től 1882-ig Öttevény Sziget, majd ezután Kunsziget az elnevezése. Az elnevezés kialakulásának oka, hogy a település a számtalan Duna-sziget egyike volt, kevés lélekszámú lakossággal. A folyó szabályozása előtt számtalan ága hálózta be területét. Első előfordulása Öttevénysziget néven Ásvány, Ráró, Zsejke, Szentpál, Dunaszeg, Ladamér, Zámoly, Újfalu, Szabadi, Sziget, Öttevény, Győr és Kisbarát helységek társaságában 1443-ból való, mint a Hédervári család szállásbirtokainak egyike. Ekkor ugyanis „a Budai káptalan előtt Hédervári Lőrinc nádor és fia, Imre macsói bán, másfelől Tamásy János vajda fia, Henrik új egyezségre lépnek, hogyha bármelyikük magtalanul halna meg, összes birtokai osztatlanul a másik félre szálljanak.” A helység lakói ebben az időben magyarok voltak. A mohácsi vészt követő időben földesura Hédervári István, Zápolya-párti. Ugyanis Hédervári Istvánt, mint nándorfehérvári bánt, a vár hanyag kezelése miatt II. Lajos fő-, és jószágvesztésre ítélte, ezért az II. Lajos halála után Zápolya-párti lett.
Később I. Ferdinánd szigetközi birtokaitól megfosztja és azokat Bakits Pál huszárkapitánynak adja. Az ősi birtokot Lőrinc és György szerzik vissza. Öttevénysziget Lőrincé lesz, aki e helyen kastélyt és templomot építtetett. Halála után a Bakicsok birtokába kerül a falu, akik a kastélyt lerombolják. A reformáció idején a falu új földesura, Czobor Imre vallására az evangélikus hitre tér át. Az ősi birtokokat Lőrinc fia, János szerzi vissza. A felekezeti villongások következtében pusztul a falu.
1594-ben Győr török kézre kerül, s környékéről menekül a lakosság. Öttevényszigetet is elhagyják lakói.
1602-es adóösszeírás pusztult, lakatlan helységről tesz említést, mely csak lassan népesül be újra.
1683-ban a Bécs ostromára induló török sereg lerombolja a falut, ezt követően német zsoldosok sarcolják meg.
1700-as évek elején a Viczay-Héderváry család hoz ide telepeseket.
1728-tól római katolikus anyakönyve van a falunak. Ekkor lakóinak száma 600 fő körül van.
Egy 1737-es feljegyzés szerint iskolamestert alkalmaz a község.
Az 1698. évi egyházlátogatási jegyzőkönyv 3 földesúrról, 80 katolikusról és 81 evangélikusról tesz említést.
Az 1768-as urbárium szerint a falu földesura a gr. Viczay-Héderváry család.
Az 1784–1787. évi népszámlálás adatai szerint a helységben 98 házban 729 fő lakott.
1786-ban Öttevénysziget megszűnik Öttevény fíliája lenni és önálló plébánia lesz. A jobbágyfelszabadulást követően a volt jobbágyok évtizedekig pert folytattak a földesúrral, s csak a század végére sikerült egyezségre jutniuk.
Az 1848–49-es forradalom és szabadságharc eseményei elkerülték a falut.
A 19. század közepétől kezdve a község jelentős mértékben fejlődik.
1882-ben a falu elvált Öttevénytől és önálló közigazgatási település lett. Közben nevét Kunszigetre változtatták, mivel a községnek szóló leveleket tévedésből több ízben Öttevényre postázták.
A folyamszabályozásig sokat szenvedett a település.
1899-ben az egész falut elöntötte az árvíz. A lakosság nagy többsége őstermelő volt, akik jó minőségű földeken gazdálkodtak. A község már a múlt században is híres volt sárgarépa és zöldség termeléséről. A nagybani piacra termelés a 20. század elején indult meg. Az árut csomókba kötve lovaskocsin szállították Pápa, Veszprém, Várpalota, Mór, Székesfehérvár piacaira.
Az I. és a II. világháború között a zöldségtermelők szövetkezetébe tömörültek, s állami támogatást is kaptak a termeléshez. A Hangya Szövetkezet 1919-ben alakult meg a községben.
1950-es évek végén alakult meg, a megyében az elsők között, a takarékszövetkezet.
1949-ben kapott a falu villanyt.
Az 1989-es rendszerváltást követően a község önálló önkormányzattal bíró település lett. Ma minden fontos szolgáltatás megtalálható a községben. 1990-es évek óta igen jelentős fejlődésnek indult meg a község. Ebben az évben visszaállt az önálló, teljesen osztott iskola, melynek 1992-ben, az óvodával együtt, felújítására került sor. 1991-ben felújították a klubkönyvtárat, 1993-ban sportcsarnok épült a községben. 1987-ben szabadidőközpont létesült modern tekepályával. 1996-ben két gyár is épült Kunszigeten (Federal Mogul Hungary Kft. és a SICK Kft.). 1999-ben a egészségház felújításával és átalakításával modern egészségházat alakítottak ki. 2014-ben új óvoda épült a faluba. 2019-ben megépítették az Öttevény-Kunsziget kerékpárutat. 2020-ban pedig felújították az iskolát, és elkészült az új bölcsőde. Ma több egyesület működik a községben, melyek közül az 1884-ben alakult önkéntes tűzoltó-egyesület a legrégibb. Ezenkívül a községben faluépítő egyesület, Futball Baráti Kör, nyugdíjas klub, szabadidő- és lövészegylet, horgászegyesület is található.

## Jézuskeresés
A Jézuskeresés évszázadok óta folyamatosan megőrzött szakrális népi hagyománya Kunszigetnek, mint kulturális érték, azon túl, hogy a település, illetve a helyi közösség részéről nélküle elképzelhetetlen húsvét ünnepe, nem csak a település számára érték, hanem vármegyei és országos szinten is elismerésre méltó.

## Közélete

### Polgármesterei
- 1990–1994: Tilai Lajos (független)[3]
- 1994–1998: Tilai Lajos (független)[4]
- 1998–2002: Lendvai Ivánné (független)[5]
- 2002–2006: Lendvai Ivánné (független)[6]
- 2006–2010: Lendvai Ivánné (független)[7]
- 2010–2014: Lendvai Ivánné (független)[8]
- 2014–2019: Lendvai Ivánné (független)[9]
- 2019–2024: Lendvai Ivánné (független)[10]
- 2024– : Lendvai Ivánné (független)[1]

## Népesség
A település népességének változása:
| Lakosok száma | 1218 | 1233 | 1233 | 1367 | 1378 | 1448 | 1449 |
|               | 2013 | 2014 | 2015 | 2021 | 2022 | 2023 | 2024 |

A 2011-es népszámlálás során a lakosok 84,3%-a magyarnak, 0,6% cigánynak (roma), 1,5% németnek, 0,2% szlováknak mondta magát (15,7% nem nyilatkozott; a kettős identitások miatt a végösszeg nagyobb lehet 100%-nál). A vallási megoszlás a következő volt: római katolikus 67,1%, református 1,3%, evangélikus 0,6%, görögkatolikus 0,2%, felekezeten kívüli 5,1% (25,5% nem nyilatkozott).
2022-ben a lakosság 91,4%-a vallotta magát magyarnak, 0,9% németnek, 0,4% szlováknak, 0,1-0,1% szerbnek, örménynek, horvátnak, ukránnak és románnak, 2,9% egyéb, nem hazai nemzetiségűnek (8,6% nem nyilatkozott; a kettős identitások miatt a végösszeg nagyobb lehet 100%-nál). Vallásuk szerint 46,4% volt római katolikus, 2,5% református, 2% evangélikus, 0,2% görög katolikus, 0,7% egyéb keresztény, 1,3% egyéb katolikus, 9,2% felekezeten kívüli (37,5% nem válaszolt).

## Látnivalók
- Tündérvár, (római őrtorony romjai)
- Kastély, (udvarház Honvéd pusztán - Szemelikker András főbirtokos építette 1922–23-ban)
- Szent Antal fogadalmi kápolna
- Első templomunk (Széchenyi Lőrinc építette 1670-ben, és fia Pál szentelte fel. Ezt 1831-ben le kellett bontani, életveszélyes volta miatt.
- Mai templomunk 1844-ben épült. Ennek Mária-oltárát 1853-ban Heizer István készítette. A jelenlegi Mária-oltárt 1938-ban Varga Lajosné készítette.
- Bányató (horgászási lehetőség)